# Universidad del Pacífico (California)
La Universidad del Pacífico (University of the Pacific en inglés) es una universidad privada en Stockton, (California), originalmente afiliada a la Iglesia Metodista Unida (United Methodist Church en inglés). Fue inaugurada el 10 de julio de 1851, en Santa Clara con el nombre de "California Wesleyan College". En 1858, abrió la primera escuela de medicina en la costa oeste de los Estados Unidos. La escuela de medicina más tarde pasó a formar parte de la Universidad de Stanford y ahora es el California Pacific Medical Center. Anteriormente conocido como "COP" y luego "UOP," la escuela es sobre todo conocida con el apodo de "Pacific" para evitar confundirla con la Universidad de Phoenix. 
En 1871, el campus se trasladó a San José y el colegio abrió sus puertas a las mujeres, convirtiéndose en la primera asociación independiente del campus educativo en California. In 1878, se creó el conservatorio de música, College or university school of music, por lo que es la primera de su tipo al oeste del río Misisipi. En 1896, el Napa College se fusionó con la universidad. En 1911, se cambió el nombre a College of the Pacific (COP, Colegio del Pacífico). 
En 1925, la sede se trasladó de la zona de la bahía de San Francisco al Central Valley de la ciudad de Stockton. En 1961 se renombró la universidad como Universidad del Pacífico.